# Baltazaria nigrescens
Baltazaria nigrescens is een insect dat behoort tot de orde vliesvleugeligen (Hymenoptera) en de familie van de gewone sluipwespen (Ichneumonidae). De wetenschappelijke naam van de soort werd in 1970 gepubliceerd door Momoi.